# Sarıkaya, Erdemli
Sarıkaya là một xã thuộc huyện Erdemli, tỉnh Mersin, Thổ Nhĩ Kỳ. Dân số thời điểm năm 2011 là 534 người.